# Rudolf Kamp

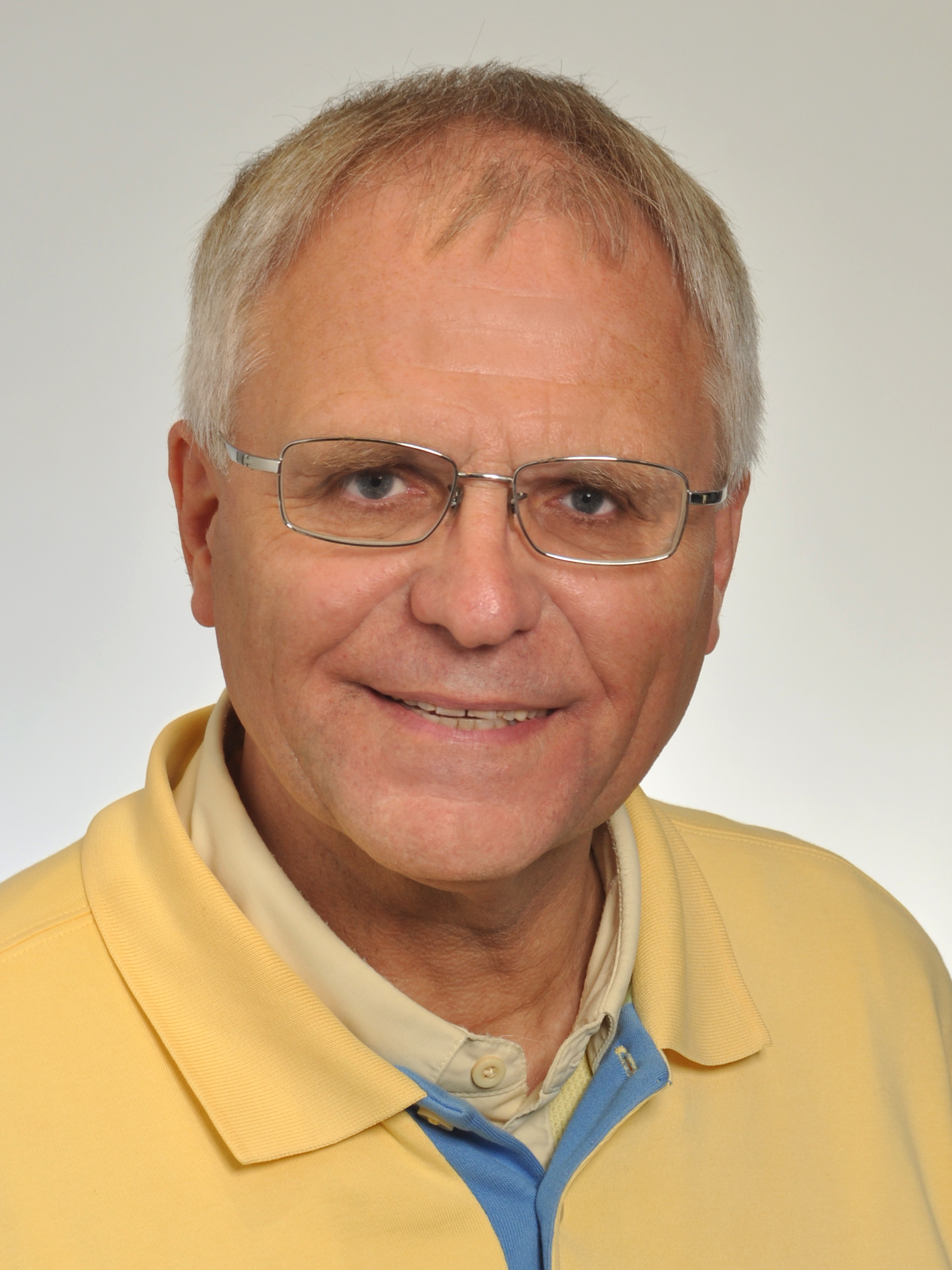
Rudolf Kamp 2017

Rudolf Kamp (* 4. August 1946 in Düsseldorf) ist ein deutscher Philosoph und Aphoristiker. Die Schwerpunkte seines Schreibens liegen in den Bereichen Ethik, Wissenschaftstheorie, Sprachphilosophie und Gesellschaftskritik.

## Werdegang
Rudolf Kamp wuchs mit zwei Brüdern in einer Einzelhandelskaufmannsfamilie in Düsseldorf auf. Nach dem Abitur 1966 am dortigen humanistisch-altsprachlichen Görres-Gymnasium leistete er zwei Jahre freiwilligen Wehrdienst, den er als Reserveoffizier abschloss.
Danach nahm er 1968 das Studium der Philosophie, Germanistik, Linguistik und Pädagogik an der Universität Bonn auf und setzte es ab 1970 in Düsseldorf fort. Hier wurde er 1975 in Philosophie zum Dr. phil. promoviert. In seiner Dissertation mit dem Titel „Axiomatische Sprachtheorie“ untersuchte er exemplarisch am Beispiel der Sprache, wie die Geisteswissenschaften ihren jeweiligen Gegenstandsbereich konstituieren und hieraus die ihm angemessene Methodik ableiten.
Von 1976 bis zu seinem Ruhestand ab 2009 war er beruflich in der Erwachsenenbildung tätig. Im Zusammenhang damit leitete er Seminare und hielt Vorträge zu andragogischen und philosophischen Themen. Seit seinem Ruhestand wandte er sich verstärkt dem Verfassen und der Theorie von Aphorismen sowie zuletzt der Philosophie der Zeit zu.
Er ist verheiratet, hat zwei erwachsene Töchter und lebt mit seiner Frau in Mosbach.

## Zur Ethik der Zeit
Ausgehend von der alten Frage des Augustinus „Was aber ist die Zeit?“ und Thomas Manns Antwort „Ein Geheimnis, wesenlos und allmächtig“ versucht Kamp in seinem Hauptwerk Zur Ethik der Zeit, der Rätselhaftigkeit der Zeit und ihren Wesenszügen auf den Grund zu gehen. Auf einem ausgedehnten Gang durch die Kultur- und Philosophiegeschichte, veranschaulicht durch Aphorismen, Bilder und Gedichte, setzt er sich mit den verschiedenen objektiven und subjektiven Gesichtern der Zeit auseinander.
Diese Ergründung verschiedener Facetten der Zeit mündet allerdings in die Einsicht, dass die Zeit nur als Wesensbestimmung der menschlichen Existenz angemessen verstanden werden könne. Hiermit knüpft Kamp einerseits an Kant an, der die Zeit als eine menschliche Anschauungsform apriori auffasst ; zum anderen geht Kamp aber über Kant hinaus, indem er die Zeit jenseits des bloßen Erkenntnisvermögens als eine menschliche Existenzform apriori versteht.
Diese existenzielle Zeitlichkeit lässt sich nach Kamp in ein Spektrum von Wesenszügen auffächern:
- das Ausgespanntsein des Ichs in die drei zeitlichen Erlebnismodi bzw. Dimensionen Gegenwart, Vergangenheit und Zukunft („Modalität“ der Zeit[4] bzw. „Ekstasen“ der Zeit[5]);
- die gegensätzliche Vorstellung vom Verlauf der Zeit durch ein lineares oder ein zyklisches Zeitverständnis[6] ;
- die Definition der Zeitlichkeit von zwei polar entgegengesetzten existenziellen Grenzbedingungen her: Endlichkeit[7] und „Gebürtlichkeit“ / „Geburtlichkeit“[8];
- die doppelgesichtige Begegnung mit der Zeit als sowohl äußerlich erfahrbare objektive Zeit, als auch als innerlich erlebte subjektive Zeit[9].

Aus diesen Wesenszügen versucht Kamp, in Anlehnung an den ethischen Ansatz des Aristoteles, eine Ethik des gelingenden Zeitlebens abzuleiten. Ethisch angemessene Zeitlebenshaltungen sind nach Kamp z. B.: „Gegenwartsachtung statt Zukunftshörigkeit“, „Verantwortlichkeit statt Zukunftsignoranz“, „Vergangenheitsrespekt und Erinnerungskultur“. Umzusetzen seien solche Zeithaltungen durch konkrete Handlungsmuster – die „Gegenwartsachtung“ etwa durch „Gegenwärtigkeit“, „Augenblicklichkeit“, Eigenzeiten, Muße, Entschleunigung und „Kotemporalität“. Letztlich ist für Kamp entscheidend eine Grundhaltung des „Zeitrespekts“: zu akzeptieren, dass wir eigentlich die Zeit nicht „haben“ können, sondern dass wir Zeit „sind“.

## Veröffentlichungen (Auswahl)

### Philosophie
- (mit Wolfram Hogrebe und Gert König) Periodica Philosophica. Eine internationale Biographie philosophischer Zeitschriften von den Anfängen bis zur Gegenwart. Philosophia Verlag, Düsseldorf 1972
- Axiomatische Sprachtheorie. Wissenschaftstheoretische Untersuchungen zum Konstitutionsproblem der Einzelwissenschaften am Beispiel der Sprachwissenschaftstheorie Karl Bühlers. Duncker & Humblot, Berlin 1977, ISBN 3-428-03995-5
- Axiomatische Leitfäden statt dogmatischer Gängelbänder. Karl Bühlers Beitrag zur Wissenschaftstheorie der Einzelwissenschaften , in: Bühler-Studien, Band 1, hrsg. v. Achim Eschbach, Suhrkamp, Frankfurt a. M. 1984, S. 50–97
- Zur Ethik der Zeit. Von der, die wir haben, zu der, die wir sind. Mit Bildern, Gedichten und Aphorismen. Verlag Königshausen & Neumann, Würzburg 2016, ISBN 978-3-8260-6019-9

### Aphoristik
Aphorismen
- Wettbewerbs-Aphorismen, in: Anthologie zum Aphorismenwettbewerb 2012: Vom Stellenwert der Werte, hrsg. v. Petra Kamburg, Friedemann Spicker und Jürgen Wilbert, Brockmeyer Verlag, Bochum 2012, S. 12–13, ISBN 978-3-8196-0859-9
- Sprüchewirbel. Aphorismen. Mit Cartoons von Pol Leurs.  Brockmeyer Verlag, Bochum 2013, ISBN 978-3-8196-0917-6
- Schnappsprüche. Aphorismen & Sprachspiele. Mit Cartoons von Pol Leurs. Brockmeyer Verlag, Bochum 2014, ISBN 978-3-8196-0956-5

Fachbeiträge
- Werturteile in Aphorismen, in: Wertsetzung – Wertschätzung. Der Aphorismus im Wandel der Werte, hrsg. v. Petra Kamburg, Friedemann Spicker und Jürgen Wilbert, Brockmeyer Verlag. Bochum 2013, S. 32–42, ISBN 978-3-8196-0905-3
- Aphoristische Kritik – Chancen und Grenzen, in: Positionen des Aphorismus, hrsg. v. Friedemann Spicker und Jürgen Wilbert, Brockmeyer Verlag, Bochum 2017, S. 52–65, ISBN 978-3-8196-1043-1

## Auszeichnungen
- 2012  Internationaler Wettbewerb des Fördervereins Deutsches Aphorismus-Archiv (DAphA), 2. Platz